# Roboy
| Изобретатель        | Prof. Dr. Rolf Pfeifer, Pascal Kaufmann (University of Zurich) |
| Страна              | Швейцария                                                      |
| Год создания        | 2013                                                           |
| Вид                 | Человекоподобный                                               |
| Страница в интернет | roboy.org                                                      |

Робой — является передовым роботом-гуманоидом, разработанным в лаборатории искусственного интеллекта в Университете Цюриха. Первая презентация состоялась 8 марта 2013 года. Целью проекта является разработка робота, способного на начальном этапе подражать людям с возможностью в будущем помогать им в повседневной среде. Паскаль Кауфманн, воплощая дизайн принципов, обозначенных доктором Рольфом Пфайфером, директором лаборатории искусственного интеллекта, начал работу над созданием робота в 2012 году. На данный момент над проектом совместно работают как инженеры, так и ученые, которых объединяет стремление к продолжению исследований в области мягкой робототехники. Позже работа была перенесена в Германию, в Мюнхен, где Рафаэль Хостеттлер в Техническом университете продолжает исследования.

## История

### Робот ECCE
Стандартные гуманоидные роботы имитируют форму человека, но рабочие механизмы, очень отличаются от используемых людьми. И эта разница отражается в характеристиках подобных роботов. Что накладывает серьезные ограничения на виды взаимодействия, в которых могут участвовать стандартные роботы, знания, которые они могут приобрести в своей среде, и, таким образом, на характер их когнитивного взаимодействия с окружающей средой. Поэтому в 2011 году в Европейском Союзе был запущен роботизированный проект, результатом которого стала разработка робота ECCE. Под руководством профессора Оуэна Холланда из Университета Сассекса. В рамках проекта ECCE был разработан новый тип робота, созданный по образцу анатомии человека. ECCE дословно расшифровывается как «Внедренное познание в роботе с соблюдением технологии». Целью проекта была разработка робота-антропомиметика, чье тело движется и взаимодействует с физическим миром так же, как это делают люди. Как атропомиметик, робот копирует не только внешнюю форму человеческого тела, но также и копирует внутренние структуры и механизмы, такие как кости, суставы, мышцы и сухожилия. Благодаря этим человеческим механизмам робот обладает потенциалом для взаимодействия в мире людей.
- Спроектировать и разработать тело робота-антропомиметика на мобильной платформе
- Разработать методы и характеристики таких роботов с точки зрения информационных потоков, возникающих из-за их человеческой внутренней динамики и сенсорно-моторного взаимодействия
- Изучить способы управления роботом во время движения, взаимодействия и мобильных манипуляций. Объединить успешные стратегии управления в единой архитектуре, развернув их соответствующим образом в соответствии с обстоятельствами и задачами
- Использовать антропомиметическую природу робота для достижения некоторых человеческих когнитивных характеристик посредством сенсорно-моторного контроля
- Оценить функциональные и когнитивные способности робота, как абсолютно, так и по сравнению с современным обычным роботом

Робот ECCE стал исследовательской платформой. В нем использовалось много эластичных кабельных связок, действующих как мышцы и сухожилия. Как и в человеческом теле, все мышцы и сухожилия должны быть скоординированы, чтобы движения были осмысленными. Для этого в корпус робота встроено 45 двигателей, которые натягивают кабели, заставляя тело двигаться. Это позволяет роботу иметь больший потенциал для работы в неструктурированной человеческой среде, чем обычный робот. Идея заключалась в том, чтобы передать вычисления для механики человеческого тела, например, использовать пассивное соответствие, заставляя его правильно использовать энергию, для обеспечения безопасного взаимодействия и накапливать энергию в мышцах, которая затем может быть освобождена для быстрых движений.

### Развитие
Используя наработки ECCE как отправную точку, Roboy был задуман в 2011 году как проект координации между исследовательскими институтами и отраслевыми партнерами. Одним из первых совместных достижений была антропоморфная сухожильная сила (ANTHROB), которая послужила примером того, как должны функционировать остальные части тела Робоя. Структура, вес и состояние всех похожих на кости компонентов робота также играют важную роль в этом контексте. Используя инновационные методы, такие как 3D-печать и генеративный дизайн, инженеры воспроизводят кости, мышцы и сухожилия, а не просто заменяют моторные соединения, как это обычно происходит в конструкции робота.
Имея рост в 1,2 метра (3,9 фута) внешне Робой похож на ребенка, чтоб однажды стать полезным в качестве робота-помощника для больных и пожилых людей. В отличие от более традиционных роботов, у которых в суставах есть моторы, Робой управляется сухожилиями, что позволяет ему более плавно двигаться, как человек. Движения людей во время ходьбы были тщательно изучены, а затем откорректированы, что привело к ходьбе, сходной с человеческой. Анатомия Робоя очень приближена с анатомией человека. Позвоночник состоит из множества позвонков, соединенных шнурами и шариками представляя собой «спинной мозг». Что касается головы Робоя, то оно было спроектирован с нуля. Сообщество в Facebook совместно решило, какой из вариантов лица больше всего понравился. Кроме того, технология мозга и программное обеспечение искусственного интеллекта, которые управляют Робоем, могут позволить ему покраснеть в определенных ситуациях, например, после получения комплимента или во время объятий. В 2013 году Roboy был представлен на роботизированной ярмарке «Robots on Tour», которая состоялась в Цюрихе, Швейцария, 8 марта. Для этого команде разработчиков пришлось организовать весь проект за 9 месяцев. Это стало возможным благодаря краудфандингу. В свою очередь, имена всех участников были выгравированы на самом Робое. Разработка Roboy Junior, то есть механика и программное обеспечение, велось с открытым исходным кодом. Таким образом, весь опыт, идеи и изобретения не были предоставлены одним конкретным субъектом, поэтому любой мог внести свой вклад в развитие технологии. Сейчас Робой Джуниор стал первоначальной искрой для начала дальнейшей работы по созданию общей исследовательской антропометрической платформы.
На текущей стадии разработки Roboy 2.0 может крутить педали, распознавать людей и вести простые разговоры. А также играть на ксилофоне — это особенно сложная задача для роботов из-за необходимой динамики. К 2020 году Робой должен будет быть в состоянии выполнить базовую медицинскую диагностику. Дальнейшие планы предполагают возможность высадки этой машины на Марс уже в 2024 году.
Для разработки Roboy 2.0 команда использует технологию генеративного проектирования в Autodesk Fusion 360. Благодаря процессу генеративного проектирования инженерам удалось значительно снизить вес компонентов робота.
Roboy 2.0 — в настоящее время в основном используется для фундаментальных исследований, знания, полученные в ходе его разработки, уже оказали влияние на многие другие отрасли и используются для сотрудничества с роботом. Имеет решающее значение для разработки инновационных протезов или внешних каркасов. Нейробиологи используют знания, полученные в проекте Roboy 2.0, чтобы лучше понять, как человеческое тело координирует взаимодействие более 600 мышц.

## Технические характеристики
- Антропомиметический, совместимый и управляемый сухожилиями дизайн
- Детская морфология
- Структура скелета с 3D-печатью, SLS, полиамид
- 48 двигателей с двигателями Maxon BLDC, 5, 25, 30 Вт
- Относительные энкодеры, 512 CPT
- Пользовательский датчик абсолютного положения с использованием индуктивного линейного датчика
- Серия упругой конструкции с геометрически нелинейной пружиной
- Контроль силы и положения
- EPOS 2 платы контроллера двигателя с интерфейсом CanOpen
- 142 см высотой 50,75 см шириной
- 30 кг общая масса
- Перегруженный плечевой сустав
- Емкостные сенсорные датчики в руках, для запуска движений сжимания руки
- Спроецированное лицо, позволяющее быстро отображать эмоции
- Стерео камеры
- Микрофон

### Степень подвижности / Механизация
- Итого: 28 степеней подвижности, 48 моторов
- Голова: 3 степени подвижности, 4 Мотора
- Позвоночник / Грудь: 3 степени подвижности, 4 Мотора
- Карсет (x2): 6 степеней подвижности, 12 моторов
- Руки (x2): 1 степень подвижности, 1 мотор
- Бедро / Ноги (x2): 4 степени подвижности, 7 Моторов

## Исследования и сотрудничества

### Myorobotics
Между проектом Roboy и исследовательским проектом ЕС Myorobotics заключено соглашениео сотрудничестве. «Мышцы» Робоя являются модульными и повторяются по всему его телу. Myorobotics развивает эту идею, разрабатывая модули для костей и суставов, чтобы создать инструментарий для робототехники, для роботов, управляемых сухожилиями, который можно проектировать, моделировать, оптимизировать и контролировать в единой согласованной структуре.

### Проект «Человеческий мозг»
В Европейском союзе в рамках флагманского проекта «Человеческий мозг» с бюджетом в 1 млрд евро разрабатываются моделируемые «мозги». Команда Roboy, в тесном сотрудничестве с руководителем проекта Neurorobotics, проф. Алоис Нолл из Технического университета Мюнхена обеспечивает основу для роботов, которые будут использоваться в проекте. Скелетно-мышечные системы естественно взамосвязаны с мозгом, поскольку они разрабатывались вместе. Их цель — понять, как управлять сложными пластичными роботами, а также привести виртуальные мозги в физическую реальность.

### Университет Мельбурна
Исследовательская группа по робототехнике в Мельбурнском университете имеет большой теоретический опыт в управлении мышечно-сухожильными системами. В тесном сотрудничестве с доктором Дарвином Лау и доктором Денни Отомо команда Roboy предоставляет свое оборудование, а взамен их разработки переносятся в программное обеспечение, улучшая контроль и способности Roboy.

## Робой в школе
«Roboy at school» — проект команды Roboy, осноованный для популяризации робототехники и пробуждения интереса среди подростков к естественным наукам.

## Рекомендации
1. ↑  Welcome 2.0 (англ.). HELLO MY NAME IS ROBOY. Дата обращения: 23 августа 2019. Архивировано 23 августа 2019 года.
2. 1 2 3 4  Owano, Nancy (31 декабря 2012). Zurich AI team plans March delivery for humanoid Roboy. Архивировано 16 марта 2015. Дата обращения: 15 марта 2015.
3. ↑  Rafael Hostettler. Дата обращения: 1 мая 2016. Архивировано 15 мая 2016 года.
4. ↑  ECCE Robot. Technische Universität München, Department of Informatics, Robotics and Embedded Systems. Technische Universität München. Дата обращения: 15 марта 2015. Архивировано из оригинала 18 августа 2017 года.
5. ↑  ECCEROBOT. ETF Robotics. ETF Robotics group at School of Electrical Engineering in Belgrade. Дата обращения: 15 марта 2015. Архивировано из оригинала 15 марта 2015 года.
6. ↑  ECCE Human Robot presented by Hugo Gravato Marques. YouTube. gridtalkproject's channel. Дата обращения: 15 марта 2015. Архивировано 17 августа 2015 года.
7. 1 2 3 4 5  Home. ROBOY (14 февраля 2013). Дата обращения: 7 октября 2013. Архивировано 24 сентября 2013 года.
8. 1 2 3 4  Roboy. robotonomica.ru. Дата обращения: 23 августа 2019. Архивировано 23 августа 2019 года.
9. ↑  Roboy, the robotic 'boy' set to help humans with everyday tasks (and scientists hope to build him in just nine months). 27 декабря 2012. Архивировано 2 апреля 2015. Дата обращения: 15 марта 2015.
10. ↑  Warr, Philippa (27 декабря 2012). Artificial tendons give natural movement to robot boy. Архивировано 4 марта 2016. Дата обращения: 15 марта 2015.
11. ↑  Hornyak, Tim (19 декабря 2012). Swiss aim to birth advanced humanoid in 9 months: Roboy is a tendon-driven robot designed to emulate humans, right down to the gestation period. CNET. Архивировано 17 марта 2015. Дата обращения: 15 марта 2015.
12. ↑  Bühler, Urs (28 февраля 2013). Die Zangengeburt eines möglichen Stammvaters. Архивировано 18 марта 2015. Дата обращения: 15 марта 2015.
13. ↑  Hoffman, Mark (26 декабря 2012). Most advanced humanoid 'Roboy' to be birthed within 9 months by Swiss engineers. SCIENCE WORLD REPORT. Архивировано 17 марта 2015. Дата обращения: 15 марта 2015.
14. ↑  About. Myorobotics. Дата обращения: 15 марта 2015. Архивировано из оригинала 17 марта 2015 года.
15. ↑  Ziemlich genial: Ein Heft über Erfinder und Entdecker. Süddeutsche Zeitung. 10 декабря 2014.